# Lista planetelor minore: 61001–62000
| Nume                                            | Denumire provizorie                             | Data descoperirii                               | Locul descoperirii                              | Descoperitor(i)                                 |                                                 |                                                 |                                                 |                                                 |                                                 |                                                 |                                                 |                                                 |                                                 |                                                 |                                                 |                                                 |                                                 |                                                 |                                                 |                                                 |                                                 |                                                 |                                                 |                                                 |                                                 |                                                 |                                                 |                                                 |                                                 |                                                 |                                                 |                                                 |                                                 |                                                 |                                                 |                                                 |                                                 |                                                 |                                                 |                                                 |                                                 |                                                 |                                                 |                                                 |                                                 |                                                 |                                                 |                                                 |                                                 |
| 61001–61100 Lista planetelor minore/61001–61100 | 61001–61100 Lista planetelor minore/61001–61100 | 61001–61100 Lista planetelor minore/61001–61100 | 61001–61100 Lista planetelor minore/61001–61100 | 61001–61100 Lista planetelor minore/61001–61100 | 61101–61200 Lista planetelor minore/61101–61200 | 61101–61200 Lista planetelor minore/61101–61200 | 61101–61200 Lista planetelor minore/61101–61200 | 61101–61200 Lista planetelor minore/61101–61200 | 61101–61200 Lista planetelor minore/61101–61200 | 61201–61300 Lista planetelor minore/61201–61300 | 61201–61300 Lista planetelor minore/61201–61300 | 61201–61300 Lista planetelor minore/61201–61300 | 61201–61300 Lista planetelor minore/61201–61300 | 61201–61300 Lista planetelor minore/61201–61300 | 61301–61400 Lista planetelor minore/61301–61400 | 61301–61400 Lista planetelor minore/61301–61400 | 61301–61400 Lista planetelor minore/61301–61400 | 61301–61400 Lista planetelor minore/61301–61400 | 61301–61400 Lista planetelor minore/61301–61400 | 61401–61500 Lista planetelor minore/61401–61500 | 61401–61500 Lista planetelor minore/61401–61500 | 61401–61500 Lista planetelor minore/61401–61500 | 61401–61500 Lista planetelor minore/61401–61500 | 61401–61500 Lista planetelor minore/61401–61500 | 61501–61600 Lista planetelor minore/61501–61600 | 61501–61600 Lista planetelor minore/61501–61600 | 61501–61600 Lista planetelor minore/61501–61600 | 61501–61600 Lista planetelor minore/61501–61600 | 61501–61600 Lista planetelor minore/61501–61600 | 61601–61700 Lista planetelor minore/61601–61700 | 61601–61700 Lista planetelor minore/61601–61700 | 61601–61700 Lista planetelor minore/61601–61700 | 61601–61700 Lista planetelor minore/61601–61700 | 61601–61700 Lista planetelor minore/61601–61700 | 61701–61800 Lista planetelor minore/61701–61800 | 61701–61800 Lista planetelor minore/61701–61800 | 61701–61800 Lista planetelor minore/61701–61800 | 61701–61800 Lista planetelor minore/61701–61800 | 61701–61800 Lista planetelor minore/61701–61800 | 61801–61900 Lista planetelor minore/61801–61900 | 61801–61900 Lista planetelor minore/61801–61900 | 61801–61900 Lista planetelor minore/61801–61900 | 61801–61900 Lista planetelor minore/61801–61900 | 61801–61900 Lista planetelor minore/61801–61900 | 61901–62000 Lista planetelor minore/61901–62000 | 61901–62000 Lista planetelor minore/61901–62000 | 61901–62000 Lista planetelor minore/61901–62000 | 61901–62000 Lista planetelor minore/61901–62000 | 61901–62000 Lista planetelor minore/61901–62000 |
| ----------------------------------------------- | ----------------------------------------------- | ----------------------------------------------- | ----------------------------------------------- | ----------------------------------------------- | ----------------------------------------------- | ----------------------------------------------- | ----------------------------------------------- | ----------------------------------------------- | ----------------------------------------------- | ----------------------------------------------- | ----------------------------------------------- | ----------------------------------------------- | ----------------------------------------------- | ----------------------------------------------- | ----------------------------------------------- | ----------------------------------------------- | ----------------------------------------------- | ----------------------------------------------- | ----------------------------------------------- | ----------------------------------------------- | ----------------------------------------------- | ----------------------------------------------- | ----------------------------------------------- | ----------------------------------------------- | ----------------------------------------------- | ----------------------------------------------- | ----------------------------------------------- | ----------------------------------------------- | ----------------------------------------------- | ----------------------------------------------- | ----------------------------------------------- | ----------------------------------------------- | ----------------------------------------------- | ----------------------------------------------- | ----------------------------------------------- | ----------------------------------------------- | ----------------------------------------------- | ----------------------------------------------- | ----------------------------------------------- | ----------------------------------------------- | ----------------------------------------------- | ----------------------------------------------- | ----------------------------------------------- | ----------------------------------------------- | ----------------------------------------------- | ----------------------------------------------- | ----------------------------------------------- | ----------------------------------------------- | ----------------------------------------------- |

| Predecesor: 60001–61000 | Lista planetelor minore 61001–62000 Semnificații ale numelor: 61001–62000 | Succesor: 62001–63000 |